# بسترش (باغبانی)

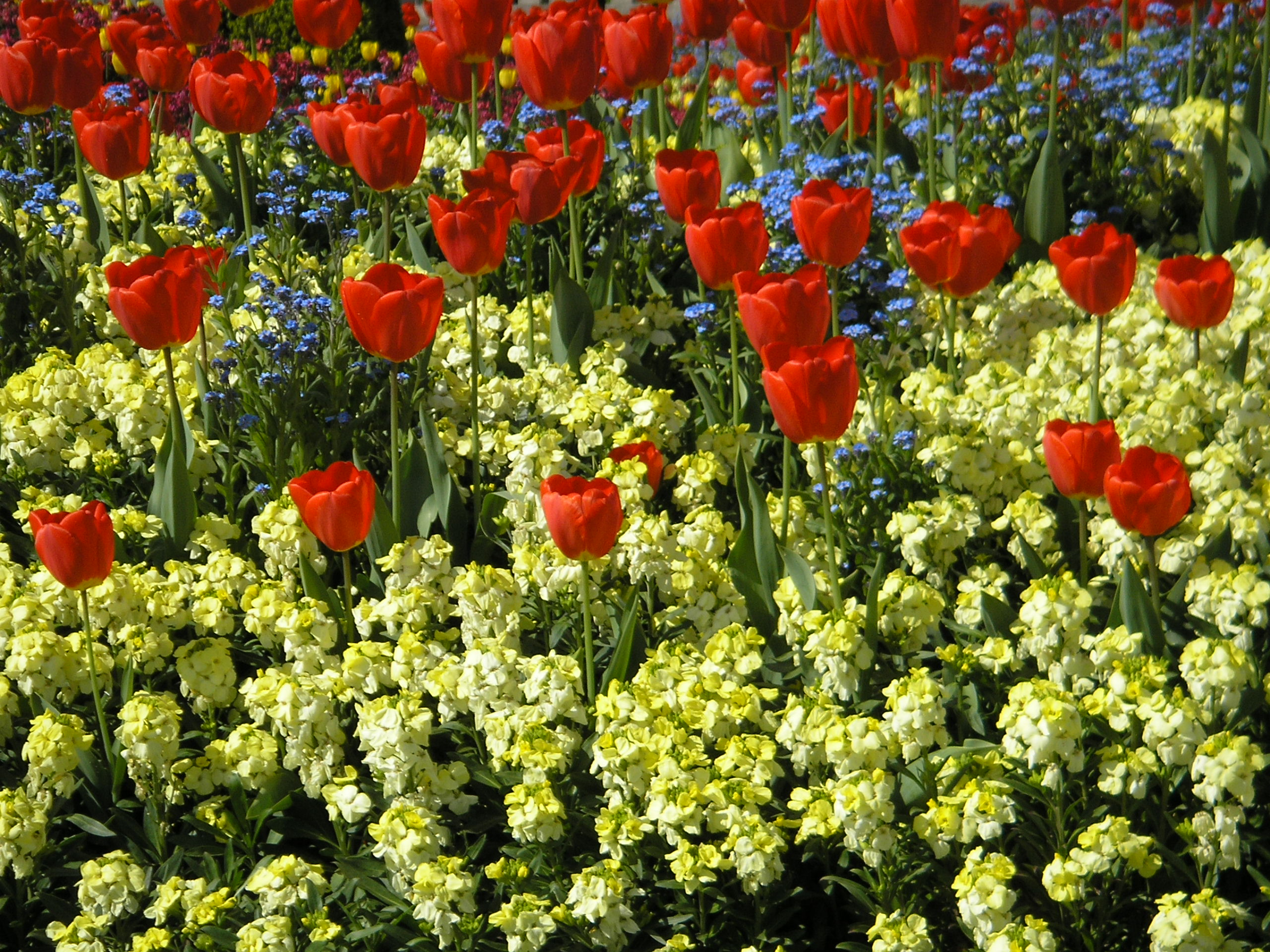
تختخواب بهاری با گل لاله، گل دیواری و فراموش نشدن

در باغبانی بسترش به کاشت موقتی گیاهانی با رشد سریع در بسترهایی اشاره می‌کند که برای نمایش فصلی در فصل بهار، تابستان، یا زمستان صورت می‌گیرد. گیاهان به کار گرفته شده در بسترش معمولاً گیاهان یک‌ساله، گیاه دوساله یا گیاهان پایای ظریف هستند. در سالهای اخیر کشت ساکولنت‌ها نیز در حال طرفدار شدن است.
برخی از گیاهان بسترشی را به عنوان «گیاهان بالکنی» نیز می‌نامند. زیرا که از آنها به گستردگی در گلدان و ظروف دیگر که در بالکن، تراس، عرشه و سایر مناطق اطراف خانه‌ها است استفاده می‌شود. گیاهان که معمولاً در گلخانه‌ها و تالارهای آفتاب‌گیر بزرگتری کاشته و نگهداری می‌شوند نیز ممکن است در ماه‌های گرم‌تر سال از آنجا منتقل شده و در محوطه اطراف بسترش کاشته یا گلدان‌هایشان در آن جا قرار داده شوند و سپس در زمستان به پناهگاه اولیه خودشان در تالار آفتاب‌گیر منتقل شوند.

## گیاهان بسترشی
طیف وسیعی از گیاهان بسترشی به‌طور مشخص کاشته می‌شوند تا برای دوره‌ای در زمستان یا تابستان رنگ خاصی را تولید کنند و معمولاً (و نه الزاماً) پس از گل‌دهی دور ریخته می‌شوند. برای آسان شدن این گیاهان را می‌توان به چهار گروه تقسیم کرد:
- هاردی سالانه به‌طور مستقیم به زمین در اوایل فصل کاشته (خشخاش، سهام، آفتابگردان، clarkia، گودتیا، eschscholzia، دانه، میخک Dianthus)
- گیاهان یک ساله یا چند ساله مناقصه که به صورت یکساله‌های نیمه مقاوم در نظر گرفته می‌شوند - در اواخر زمستان در گرما زیر شیشه کاشته می‌شوند، یا به عنوان گیاهان جوان خریداری می‌شوند و در صورت خارج شدن از خطر یخبندان در خارج از منزل سخت می‌شوند (بگونیا، لوبلیا، گل اطلسی، گیاه ارگانیسم، گل داودی، pelargonium , nicotiana , cosmos , fuchsia)
- گیاهان دوساله مقاوم، یا گیاهان چند ساله که به عنوان دوسالانه درمان می‌شوند، در یک سال کاشته می‌شوند تا سال بعد گل دهند و بعد از گلدهی دور ریخته می‌شوند (گیاه ضد گل سرخ، پلی آنتوس، گل گل دیواری، گل مروارید، گل روباه، برخی از گیاهان زراعی، برخی خشخاش‌ها، گل گیاه، دلفینیم، اوبریتا، گیاهان زراعی، گل ذرت، پنسی)
- بنه، ریزوم، پیاز و غده، هر ساله کاشته می‌شود و پس از از بین رفتن و ذخیره گیاه در زمستان یا دور ریختن (لاله، نرگس، سنبل، گلادیوس، گل محمدی، کنیا) بلند می‌شود

## انواع بسترش

### بسترش‌های بهاری
گیاهانی که برای تختخواب‌های بهاری استفاده می‌شوند اغلب دوسالانه هستند (یک سال برای گلدهی سال بعد کاشته می‌شوند)، یا گیاهان چند ساله مقاوم، اما کوتاه مدت هستند.  لامپ‌های بهار گل مانند گل‌های لاله اغلب استفاده می‌شود، معمولاً با سرده فراموشم مکن، خاکشیر تلخ، بنفشه دورگه زمستان و پامچال.

### بسترش‌های تابستانی

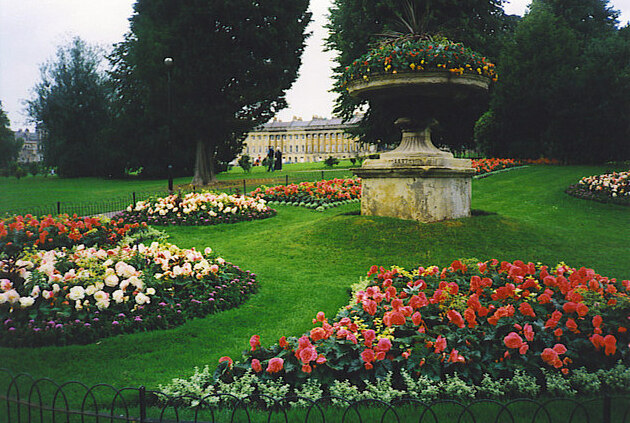
طرح رسمی تختخواب تابستانی در ویکتوریا پارک، بات، سامرست. بیشتر رنگ توسط بگونیاهای گل درشت تأمین می‌شود

گیاهانی که برای بسترش‌های تابستانی به کار گرفته می‌شوند، معمولاً یک ساله یا چند ساله می‌باشند. آنها را در بهار در مهد کودک‌ها و مراکز گلخانه‌ای در دسترس قرار می‌گیرند و به تدریج توسط خریدار بالغ می‌شوند (یعنی با شرایط بیرونی سازگار می‌شوند) و سرانجام وقتی که توقع می‌رود دیگر یخبندان صورت نگیرد که گیاهان را در معرض آسیب قرار دهد در محوطه بیرون کاشته می‌شوند. باغبانان با تجربه از وضعیت آب و هوایی در آن زمان از سال خبر داشته و در حالت آماده‌باش می‌باشند تا در صورت تهدید یخبندان، نمایشگاه بسترشی خود را با پارچه باغبانی (یا گزینه‌های قدیمی‌تری مانند پرده‌های توری یا روزنامه) محافظت کنند. 

#### بسترش‌های فرش‌مانند

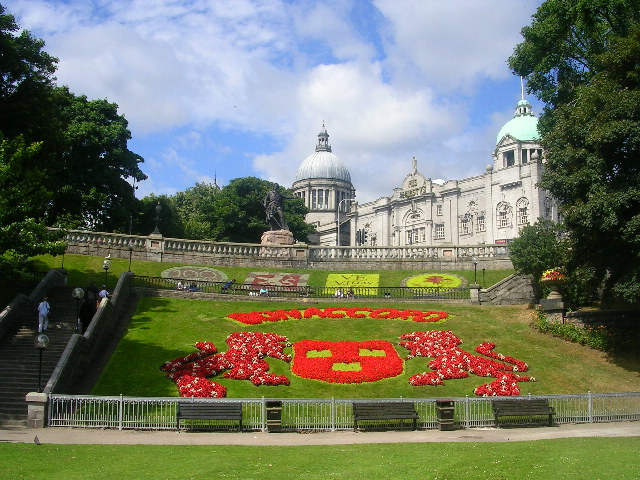
طرح‌های بسترش فرش‌مانند شهرداری اغلب شامل حروف است

بسترش‌های فرش‌مانند دو یا چند گونه گیاهی متضاد را به کار می‌برند که کوتوله بوده و رنگ‌آمیزی گل یا شاخ و برگ مشخصی داشته باشند. هدف آنها ایجاد نمایش هندسی منظمی است. معمولاً چینش گلها برای تشکیل مواردی چیزهایی مانند نوشته، نشان یا علامت تجاری است. گیاهان مناسب برای این بسترش‌ها گیاهان ساکولنت، گل رز مانند Echeveria یا گیاهان شاخ و برگ‌دار که رشد نسبتاً آهسته داشته باشند یا گیاهانی که تحمل کوتاه و هرس شدن را داشته باشند. این گیاهان همچنین ممکن است به صورت اشکال سه‌بعدی برای مجسمه‌سازی پرورش یابند.

### بسترش‌های زمستانی
بسترش‌های زمستانی معمولاً در پاییز کاشته می‌شوند تا بتوانند تا پایان زمستان نمایش داده شوند و معمولاً گیاهان چندساله یا گیاهان پایایی هسند که به سرما مقاوت داشته باشند. بسترش‌های زمستانی باید هر سال در یک زمان مشخص کاشت شوند. معمولاً بسترش‌های زمستانی کمتر به چشم می‌آید مگر در مواردی که در گلدان در کنار پنجره‌ها قرار می‌گیرند. برخی از این گیاهان عمر کوتاهی داشته و پس از اولین نمایش‌شان دور انداخته می‌شوند. برخی دیگر ممکن است به عنوان قلمه چیده شده و برای سال آینده نگهداری و استفاده شود. سبزیجات زینتی مقاوم در برابر زمستان مانند ارقام کلم‌پیچ و کلم با شاخ و برگ‌های رنگی یا متنوع به‌طور فزاینده‌ای رایج هستند. ارقام گل پامچال نیز استفاده می‌شود. همین‌طور گل زمستانی heathers و ویولا × wittrockiana، و ارقام زمستانی pansies رایج. هستند. گیاهان همیشه‌سبز متنوع دیگری مانند ارقام Vinca minor، Euonymus fortunei و مارپیچ Hedera (پیچک) نیز س هستند.